# Objeto magnetosférico em colapso eterno
Um objeto magnetosférico em colapso eterno ou MECO (do inglês Magnetospheric Eternally Collapsing Object) é um modelo alternativo aos buracos negros propostos por Darryl Leiter e Stanley Robertson.  Eles constituem uma variante dos ECOs (Eternally Collapsing Objects) propostos por Abhas Mitra em 1998.  Mitra expôs de maneira ostensiva que buracos negros não podem ser formados a partir do colapso gravitacional de uma estrela esféricamente simétrica. Baseando-se nesta observação, o pesquisador argumentou que o colapso pode ser desacelerado até uma interrupção quase total deste processo em função da pressão de radiação. Uma diferença observável proposta entre os MECOs e os buracos negros é que os primeiros podem produzir um campo magnético. Um buraco negro não-carregado não pode gerar seu próprio campo magnético, mas seu disco de acreção pode. O astrônomo Rudolph Schild afirma ter encontrado evidências de um campo magnético num candidato a buraco negro, o quasar Q0957+561.
Nem os ECOs nem os MECOs ganharam apoio significativo da comunidade científica; Gerry Gilmore do Instituto de Astronomia da Universidade de Cambridge declarou que estes conceitos são "com certeza quase absoluta errôneos", enquanto o matemático Chris Hillman descreveu a teoria como "totalmente equivocada".  A prova de Mitra de que os buracos negros não podem se formar se baseia no argumento de que para que um buraco negro se forme, a matéria em colapso deve viajar a velocidades superiores à da luz em relação a um observador fixo.  Paulo Crawford e Ismael Tereno citaram essa afirmação como sendo "um ponto de vista generalista e equivocado", e explicaram que para que um referencial seja válido, o observador deve estar se movendo em sincronia com o intervalo temporal na linha de universo. Dentro do horizonte de eventos de um buraco negro, é impossível que um observador se mantenha em posição fixa; todos os observadores são atraídos para o buraco negro.